# Моісеєв Володимир Миколайович
Моісеєв Володимир Миколайович (нар. 29 травня 1980, Півкино, Курганська область, РРФСР, СРСР) — російський спецпризначенець, учасник операцій ГРУ з отруєння болгарського бізнесмена і торговця зброєю Еміліана Гебрева і спроби державного перевороту в Чорногорії у 2016 році.

## Життєпис
Народився в маленькому селі Півкино в Курганській області. Навчався в місцевій сільській школі, служив в армії. Вступив до Тюменського вищого військово-інженерного командного училища, закінчивши його у 2002 році в званні лейтенанта.
В другій половині 2000-х років переїхав до Москви, де пройшов підготовку у військовій частині 48427, що належить до спецпризначенців ГРУ (45-й окремий гвардійський гвардійський розвідувальний ордена Олександра Невського полк спеціального призначення). У 2008 році цей полк брав активну участь у російсько-грузинській війні.
Приблизно в кінці 2000-х років почав використовувати ім'я Володимира Попова. Використовуючи чуже прізвище Моісеєв регулярно літав до Європи, бував у Польщі, Болгарії, Україні, Молдові та Сербії. Час від часу він купував квитки і під справжнім ім'ям.
В січні 2014 року разом з іншим агентом ГРУ, Нікітою Мініним, побував в Одесі. В травні 2015 року спілкувався з так званим начальником розвідки «ДНР» Георгієм Кондраніним.
Наприкінці травня 2014 року відвідав Молдову, яка в той момент готувалася підписати договір про Євроасоціацію, під іменем Володимир Попов. Молдавська преса повідомляла, що тоді Поповим зацікавилися місцеві спецслужби, оскільки він приїжджав у Гагаузію, щоб зустрітися з місцевими сепаратистами та активістами, які виступають проти ЄС. За даними місцевих спецслужб, співробітники ГРУ планували організувати заворушення в Молдові за сценарієм з квазіреспубліками, спираючись на місцеві воєнізовані формування, які пройшли підготовку в Ростові. Пізніше двоє росіян були на цій підставі екстрадовані з країни.

### Спроба отруєння Гебрева
28 квітня 2015 року нервово-паралітичною речовиною родини «Новичок» було отруєно болгарського бізнесмена і торговця зброєю Еміліана Гебрева, його сина і колегу. В отруєнні брали участь щонайменше семеро агентів російського ГУР. Група отруйників приїжджала до Болгарії мінімум три рази, кожен раз змінюючи один одного. В один з таких візитів в Болгарії з 6 по 11 березня пробув і Моісеєв, використовуючи ім'я Володимира Попова. За даними Bellingcat, Моісеєв був першим членом підрозділу ГРУ, який часто відвідував Болгарію, починаючи з березня 2014 року.

### Спроба державного перевороту в Чорногорії
На початку жовтня 2016 року Моісеєв під ім'ям Володимира Попова прибув в Сербію, де разом з іншим агентом ГРУ, Едуардом Широковим (справжнє ім'я Едуард Шишмаков), передали двом заколотникам мобільні телефони із шифрованим зв'язком і прошитими номерами. 10 жовтня Моісеєв відвідав саму Чорногорію, за кілька днів до запланованого перевороту.
Чорногорські правоохоронні органи заарештували 20 осіб і опублікувалі відео з вилученими кастетами, бронежилетами, колючим дротом та іншими предметами. Прокуратура також заявила про 50 знайдених гвинтівок і 50 пістолетів, які будуть пред'явлені на суді.
24 лютого 2017 року чорногорська влада видала ордер на арешт перекладача з російської мови Ананіє Нікіча. У причетності до змови його запідозрили на підставі свідчень колишнього співробітника сербської розвідки Славко Нікіча, який розповів, що наприкінці весни 2016 року йому пропонували зіграти ключову роль в організації перевороту. Бесіда двох Нікічів відбувалася в присутності «несхожої на росіянина» людини, яка представилася агентом ФСБ і запропонувала «виконати завдання російських друзів». За версією слідства, цією людиною був оголошений у розшук по лінії Інтерполу Моісеєв під ім'ям Володимира Попова.